# Marijampolė (gemeente)
Marijampolė is een van de 60 Litouwse gemeenten, in het district Marijampolė.
De hoofdplaats is de gelijknamige stad Marijampolė. De gemeente telt 70.900 inwoners op een oppervlakte van 755 km².

## Plaatsen in de gemeente
Plaatsen met inwonertal (2001):
- Marijampolė – 48675
- Liudvinavas – 1055
- Mokolai – 1031
- Igliauka – 979
- Patašinė – 912
- Puskelniai – 786
- Sasnava – 670
- Želsva – 653
- Trakiškiai – 648
- Netičkampis – 602